# Hamza Alaca
Hamza Alaca (ur. 2001) – turecki zapaśnik walczący w stylu wolnym. 
Zajął dziesiąte miejsce na mistrzostwach Europy w 2020 i 2021. Drugi na MŚ U-23 w 2022. Trzeci na ME U-23 w 2022. Mistrz świata kadetów w 2018. Pierwszy na ME kadetów w 2018; trzeci w 2016 i 2017 roku.